# Manolepis putnami
Genre
Espèce
Synonymes
- Dromicus putnami Jan, 1863
- Manolepis nasutus Cope, 1885

Statut de conservation UICN

 LC  : Préoccupation mineure
Manolepis putnami, unique représentant du genre Manolepis, est une espèce de serpents de la famille des Dipsadidae.

## Répartition
Cette espèce est endémique du Sud-Est du Mexique.

## Étymologie
Cette espèce est nommée en l'honneur de Frederic Ward Putnam.

## Publications originales
- Cope, 1885 "1884" : Twelfth contribution to the herpetology of tropical America. Proceedings of the American Philosophy Society, vol. 22, p. 167-194 (texte intégral).
- Jan, 1863 : Elenco Sistematico degli Ofidi descriti e disegnati per l'Iconografia Generale. Milano, A. Lombardi, p. 1-143 (texte intégral).